# 32
| Calendário gregoriano                                                        | 32 XXXII        |
| Ab urbe condita                                                              | 785             |
| Calendário arménio                                                           | -520 – -519     |
| Calendário bahá'í                                                            | -1812 – -1811   |
| Calendário budista                                                           | 576             |
| Calendário chinês                                                            | 2728 – 2729     |
| Calendário copta                                                             | -252 – -251     |
| Calendário etíope                                                            | 24 – 25         |
| Calendários hindus - Vikram Samvat - Calendário nacional indiano - Cáli Iuga | 87 – 88 N/A     |
| Calendário Holoceno                                                          | 10032           |
| Calendário islâmico                                                          | 608 BH – 607 BH |
| Calendário judaico                                                           | 3792 – 3793     |
| Calendário persa                                                             | 590 BP – 589 BP |
| Calendário rúnico                                                            | 282             |
| Calendário solar tailandês                                                   | 575             |

32 (XXXII na numeração romana) foi um ano bissexto do século I do Calendário Juliano, da Era de Cristo, as suas letras dominicais foram F e E (52 semanas), teve início numa terça-feira e fim numa quarta-feira.
| Ano completo                        |
| ----------------------------------- |
| Ano comum com início à quarta-feira |

## Eventos

### Império Romano
- Após a morte de Severo,  Tibério nomeia Flaco Avílio,  um de seus amigos, governador do Egito. Ele governou bem pelos primeiros cinco anos, enquanto viveu Tibério.[1]
- Júnio Gálio é banido para a ilha de Lesbos, mas depois de dizer que este era um lugar muito prazeroso, ele é trazido de volta a Roma.[1]
- Cássio Severo, o orador, morre depois de vinte e cinco anos exilado na ilha de Sephone.[1]

### Religião
Segundo a cronologia de Ussher 
- João Batista é decapitado. Seus discípulos o enterram, e avisam Jesus (Marcos 6:27-29, Mateus 14:6,11,12)
- Herodes, o tetrarca, ouve da fama de Jesus e mostra interesse em vê-lo (Lucas 9:7-9, Marcos 6:1-4)
- Os apóstolos, que haviam sido enviados por Jesus no ano anterior para pregar o evangelho e curar os enfermos, retornam, e contam a Jesus o que fizeram (Lucas 9:10, Marcos 6:30)
- Terceira Páscoa do ministério de Jesus (João 6:4); segundo Ussher, esta páscoa marca o começo do terceiro ano da septuagésima semana da profecia de Daniel.
- Pedro reconhece que Jesus é o Messias. Jesus prevê sua morte e ressurreição.
- Transfiguração de Jesus (Lucas 9:28-36, Marcos 9:1-13, Mateus 17:1-13)
- Jesus paga o tributo romano (Mateus 17:24-27)
- Jesus envia setenta discípulos para proclamar que o Reino de Deus estava próximo (Lucas 10:1-16)
- Jesus prega no Templo de Jerusalém durante a Festa dos Tabernáculos (João 7:11-53)

## Mortes
- João Batista, decapitado.[1]